# Medalha do Centenário (Austrália)
A Medalha do Centenário é um prêmio criado pelo governo australiano em 2001. Foi estabelecido para comemorar o Centenário da Federação da Austrália e homenagear pessoas que contribuíram para a sociedade ou o governo australiano. Também foi concedido a centenários: cidadãos australianos nascidos em ou antes de 31 de dezembro de 1901 que viveram para comemorar o centenário da federação em 1 de janeiro de 2001. As nomeações foram avaliadas por um painel presidido pelo historiador e professor Geoffrey Blainey.

## Desenho

### Medalha
O anverso da medalha apresenta uma Estrela da Commonwealth de sete pontas que representa os seis estados australianos, com o sétimo ponto representando os territórios da Austrália. No centro da estrela é um estilo indígena de tradições aborígenes no coração do continente. Ao redor da borda estão 100 pontos que representam 100 anos de federação. O reverso apresenta uma estrela de sete pontas, com as palavras "For Contribution Made to Australian Society" em torno da borda.

### Barra e fita
As cores na fita são carmesim, que representa a federação, e azul e ouro para o início do século XXI. As sete linhas de ouro e vermelho significam os caminhos dos estados para a federação. A barra e a fita são as mesmas para que um destinatário possa ser identificado como tal.